# Cribrochalina
Cribrochalina is een geslacht van sponsdieren uit de familie van de gewone sponzen (Demospongiae).

## Soorten
- Cribrochalina brassicata (Carter, 1885)
- Cribrochalina compressa (Carter, 1883)
- Cribrochalina dendyi (Whitelegge, 1901)
- Cribrochalina dura (Wilson, 1902)
- Cribrochalina punctata (Ridley & Dendy, 1886)
- Cribrochalina vasculum (Lamarck, 1814)
- Cribrochalina vasiformis (Carter, 1882)
- Cribrochalina zingiberis (Sollas, 1879)